# Újpesti Könyves Kálmán Gimnázium
Az Újpesti Könyves Kálmán Gimnázium Újpest legrégebbi, nagy múltú középiskolája. Az épület tetején egy apró, de modern, nagy teljesítményű műszerekkel felszerelt csillagvizsgáló, a „Kulin-csillagda” működik.

## Története
Újpest népessége az 1840-es alapítása óta rohamosan nőtt. 1869-ben elemi iskola, 1882-ben polgári leány-, 1889-ben polgári fiúiskola létesült. Ebben az időben Újpest középiskolásai Pestre jártak be tanulni. Ezt segítette a Kálvin térig közlekedő, 1866-ban átadott újpesti lóvasút, mely a mai „Újpest-városkapu” intermodális közlekedési csomóponttól közlekedett Pest (1873-tól Budapest) városába.
A népességnövekedés hatására a századfordulóra szükségessé vált egy helyi gimnázium létesítése. Többszöri kísérletezés után 1905. július 29-én mondta ki a községi képviselő-testület az iskolaalapítást. Ebben az évben meg is nyílt a középiskola. Teljes kifejlődése az 1911-12. tanévben fejeződött be. Ekkor neve: Újpesti Magyar Királyi Állami Főgimnázium volt, s nyolcosztályos gimnáziumként működött. A főgimnázium elnevezés megkülönböztetésül volt használatos. Az országban ugyanis több helyütt csak az alsó négy osztály működött. Ezek voltak az ún. kis- vagy algimnáziumok, ami ma az általános iskolák V-VIII. osztályainak felel meg. A főgimnázium megjelölés jelezte, hogy az iskola érettségi bizonyítványt nyújt, birtoklása a katonaságnál karpaszomány viselésére jogosít, ez pedig egy évre csökkenti a kötelező katonai szolgálatot. A főgimnázium szó használata tehát rangot jelentett, öntudatot is kifejezett.
Újpest lakosságának büszkesége iskolájára jogos volt, mert mindössze háromnegyed évszázados fejlődés után valósított meg olyan iskolát, amilyennel az országban több, sok százéves település sem rendelkezett.
Az első igazgató Klima Lajos lett: Mildenberger Mártonnak, Újpest alapító telepesének és első hegyközségi bírájának dédunokája, és a jelenleg az iskolában tanító Kovács Csabának a dédapja. Az első tanári testületből csak egyetlen nevet emelünk ki: az első énektanár Erkel Sándor karnagy lett, Erkel Ferenc unokája. Az iskolában tanított 1911-12-ben Babits Mihály, a híres költő is. Újpesti élményeit Kártyavár című regényében fogalmazta meg. A gimnázium mai otthonába a Venetiáner utcai épületből 1914-ben, az első világháború évében települt át. A tervező műépítészek, Tőry Emil és Pogány Móric az épület klasszicizáló jellegével a belül folyó művelődési munka klasszikus tartalmát és szellemét akarták kifejezésre juttatni. A homlokzat timpanonszerűen kiképzett felső részére csillogó mozaik kövekből kirakva felkerült a történelmi magyar címer.
1949 és 1953 között tanított az iskolában a neves magyar csillagász, Kulin György, akinek vezetésével 1950 és 1954 között felépült az iskola tetején a mai Kulin-csillagda. Az 1956-os harcokban a gimnázium épülete és a csillagda is ágyúlövésektől tetemes károkat szenvedett.
Az épület felújítása után 1962-ben az obszervatóriumot is rendbehozták, de az ennek ellenére egy rövid periódust (1970-1976 közt, azaz Flórik György itteni tanári munkássága idejét) leszámítva egészen 2000-ig szinte teljesen kihasználatlanul állt. A helyreállítás egyúttal továbbépüléssé szélesedett a hatóságok, a társadalom és az iskola összefogása révén. Az épület a Tavasz utcai oldalán toldást kapott. Az új szárny három hivatalsegédi lakást és egy tanteremtöbbletet eredményezett. Az utóbbiban ma a könyvtár foglal helyet. Az alagsorban, a volt hivatalsegédi lakások helyén ebédlő és három politechnikai műhely létesült. A hatvanas évek elején elkészült a sportudvar, és megtörtént az iskolaudvar parkosítása is.
1994-től vezették be a hatosztályos képzést. 1999-ben kezdeményezték az épület felújítását, s négy tanterem, a díszterem és az előtér ennek keretében megújulhatott. Ezután 2000-2001-ben sor került az elhanyagolt csillagvizsgáló felújítására és modernizálására is. Az új, modern távcsővel és számítógépes rendszerrel felszerelt obszervatóriumot 2001-ben adták át ünnepélyesen, s ekkor adták neki megálmodója és életre hívója után a Kulin-csillagda nevet is.
Ezután 2002 és 2006 között Budapest Főváros IV. Kerület Újpest Önkormányzata jelentős anyagi áldozattal teljesen felújíttatta a gimnázium többi részét is, ami a 2004-2005-ös tanévben ünnepelte fennállásának 100. évfordulóját.
2013-ban az Öveges labor európai uniós pályázaton az iskola jelentős összegű támogatást nyert. 2014 szeptemberére ennek felhasználásával elkészült a nemzetközi viszonylatban is modernnek számító Öveges-labor egy kémia-fizika- és biológialaborral.

## Rangsor
|     | 2020 | 2021 | 2022 | 2023 |
| --- | ---- | ---- | ---- | ---- |
| HVG |      |      | 47   |      |